# Figurină de acțiune

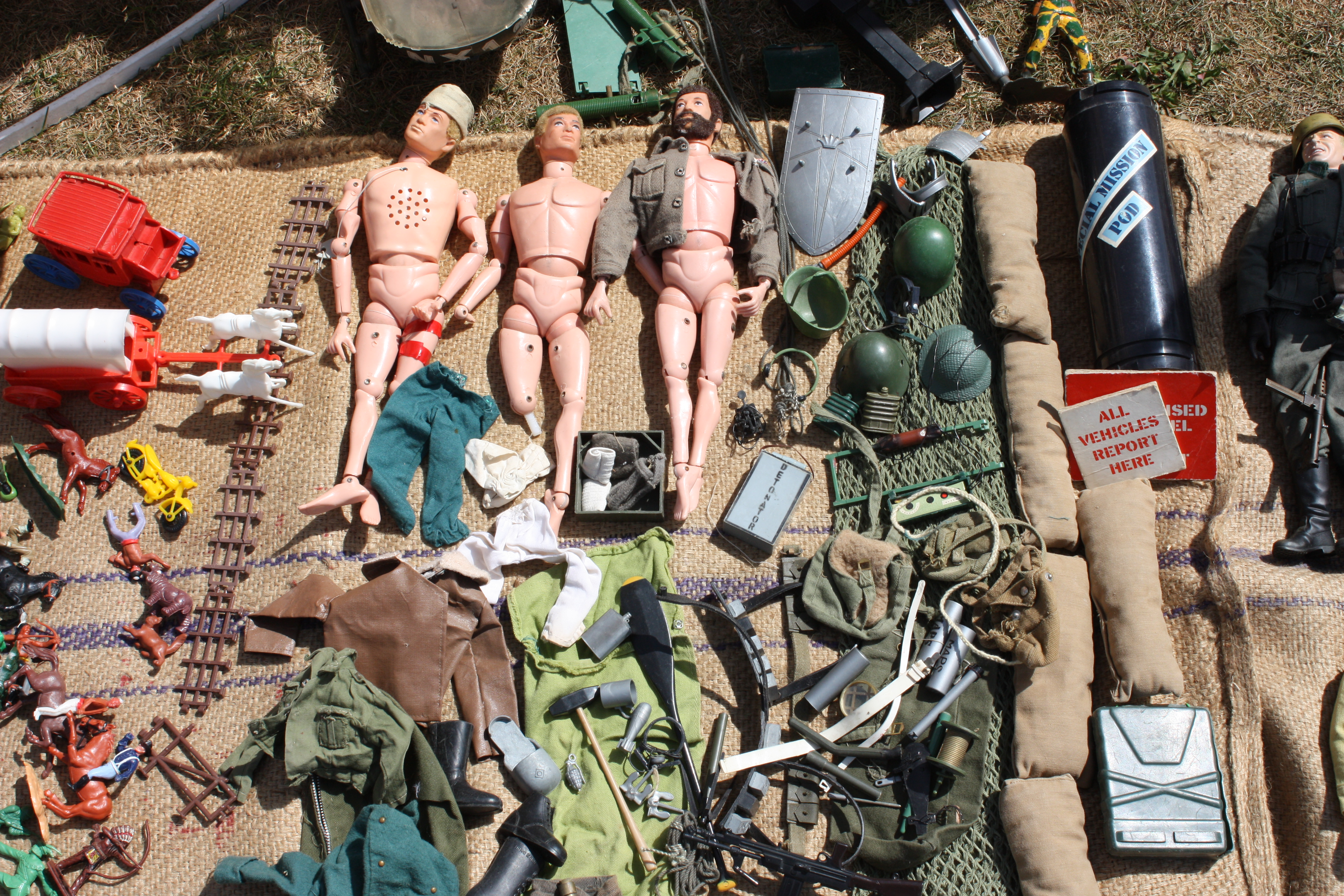
Figurină de acțiune reprezentând soldăței

Figurina de acțiune este o figurină făcută după un personaj și construită de obicei din material plastic, dar și din lemn, metal sau sticlă. Deseori e inspirat din eroul unui film, dintr-un joc video, din benzi desenate sau a unei vedete de televiziune. Figurinele de acțiune sunt destinate celor mici ca jucării sau celor mari ca obiecte de colecție.

## Producere

### Materie primă
Zgura modelată și diferite instrumente de sculptare sunt folosite pentru a crea prototipul. Cifra reală este modelată dintr-o rășină de plastic, cum ar fi acrilonitril butadien stiren (ABS-plastic). Acesta este un plastic folosit pentru a forma corpul principal. Materiile plastice mai moi precum nailon, pot fi utilizate pentru componente inclusiv costume, pălării, și măști pentru față. Ca un decor final, vopsele acrilice de diferite culori pot fi folosite și pentru a decora figura. În plus, jucăriile mai elaborate pot conține componente electronice miniaturale, care oferă efecte de lumină și sunet.

### Proiectare
Odată ce personajul a fost selectat, procesul de proiectare efectivă începe cu o schiță. Următorul pas este crearea unui prototip din lut. Acest model se face prin fire de aluminiu îndoite pentru a forma o coloana vertebrală a figurii, cunoscută ca armătură. Formularul de sârmă include conturul brațelor și picioarelor. Sculptorul adaugă apoi lut la armatură pentru a da greutate la bază, și forma care este dorită. Argilă poate fi coaptă ușor în timpul procesului pentru a se întări. Apoi, sculptorul utilizează diverse instrumente, cum ar fi o buclă de sârmă, ca să sculpteze detalii în lut și forma figurii.

## Caracteristici și particularități

### Articulație
O trăsătură comună pentru figurinele de acțiune este articularea organismului, adesea menționate ca punctele de articulație (PDA) sau articulare. Formele de bază de ale articulației includ gâtul comun, doi umeri, șold și două articulații. Dincolo de acestea, încheieturile mâinilor rotative, îndoire genunchiului și o talie rotativa sunt de asemenea comune. Diverși termeni au intrat în practică, cum ar fi o "reducere" în comun, utilizate frecvent pentru a permite o rotație cap-bază la nivelul colului sau o rotație a brațului la umăr. Articulațiile sferice permit o circulație mai liberă.

### Accesorii
Deși nu toate figurinele de acțiune includ accesorii, elemente suplimentare de multe ori se dovedesc esențiale pentru personajele și eficacitatea lor, ca jucării interactive. Figurinele 3¾ "scara G.I. Joe" sunt mai complicat sculptate includ: arme de mână, lansatoare de rachete, sunt de asemenea frecvente liniile militare și de benzile desenate. Cu toate acestea, posibil din motive de siguranță, această metodă a văzut un declin la mijlocul anilor 1990. Unele figurine în special Joker, au incorporate arme care stropesc cu apă.

### Caracteristici de acțiune
Figurinele originale includ mai multe "Caracteristici de acțiune": Battle Armor He-Man și Skeletor au o rotație a plăcilor de piept pentru a reprezenta diferite grade de afectare, Leech are membre ventuze și Thunder Punch El-Man împinge un pumn și emite un zgomot puternic. Alte figurine care pot fi subliniate: Grizzlor, Moss Man, Stinkor, Sergent Savage, Toxic Crusaders și altele.